# Dystrykt Sesheke
Dystrykt Sesheke – dystrykt w południowo-zachodniej Zambii w Prowincji Zachodniej. W 2000 roku liczył 78 169 mieszkańców (z czego 50,35% stanowili mężczyźni) i obejmował 15 929 gospodarstw domowych. Siedzibą administracyjną dystryktu jest Sesheke.